# Marija Filatova
Marija Filatova (ryska: Мария Евгеньевна Филатова), född den 19 juli 1961 i Leninsk-Kuznetskij, Ryssland, är en sovjetisk gymnast.
Hon tog OS-guld i lagmångkampen i samband med de olympiska gymnastiktävlingarna 1976 i Montréal.
Hon försvarade sitt OS-guld i lagmångkampen och tog även OS-brons i barr i samband med de olympiska gymnastiktävlingarna 1980 i Moskva.